# Ioana Papuc
Ioana Cristina Papuc (Cimpulung Moldovenesc, 4 gennaio 1984) è una canottiera rumena, vincitrice della medaglia d'oro nell'8 con alle Olimpiadi di Atene 2004 e di bronzo a Pechino 2008, sempre nell'8 con.

## Palmarès
- Olimpiadi

Atene 2004: oro nell'8 con.
Pechino 2008: bronzo nell'8 con.
- Campionati del mondo di canottaggio

2005 - Kaizu: argento nell'8 con.
2007 - Monaco di Baviera: argento nell'8 con.
- Campionati europei di canottaggio

2007 - Poznań: oro nell'8 con.
2008 - Maratona: oro nell'8 con.